# Nicolae Sulac

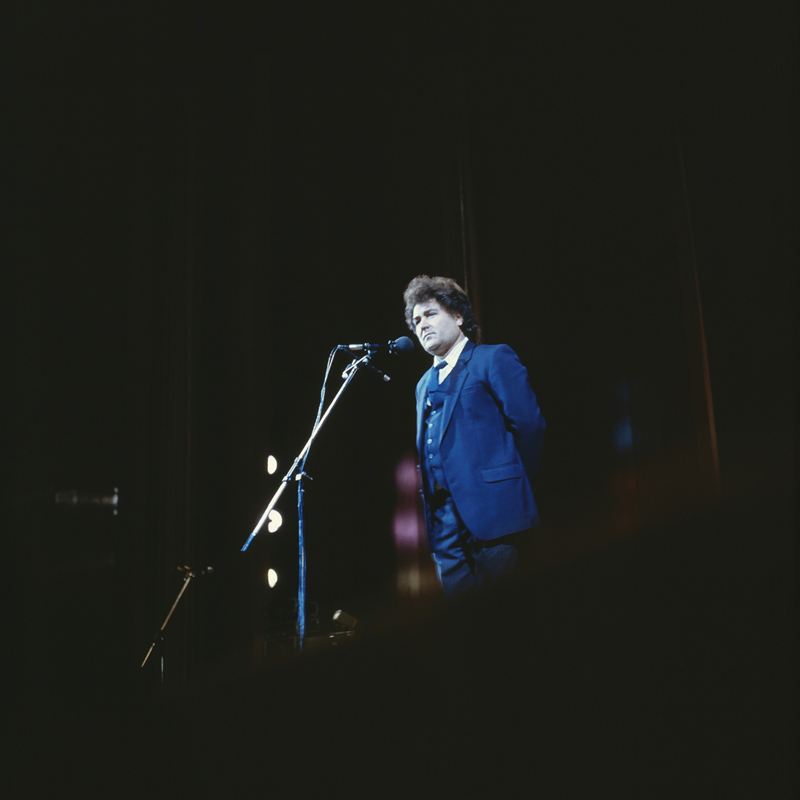
Nicolae Sulac in den 1980er Jahren in Chișinău

Nicolae Sulac (* 9. September 1936 in Sadîc, Königreich Rumänien; † 8. April 2003 in Chișinău) war ein moldauischer Volksmusiksänger.

## Biografie

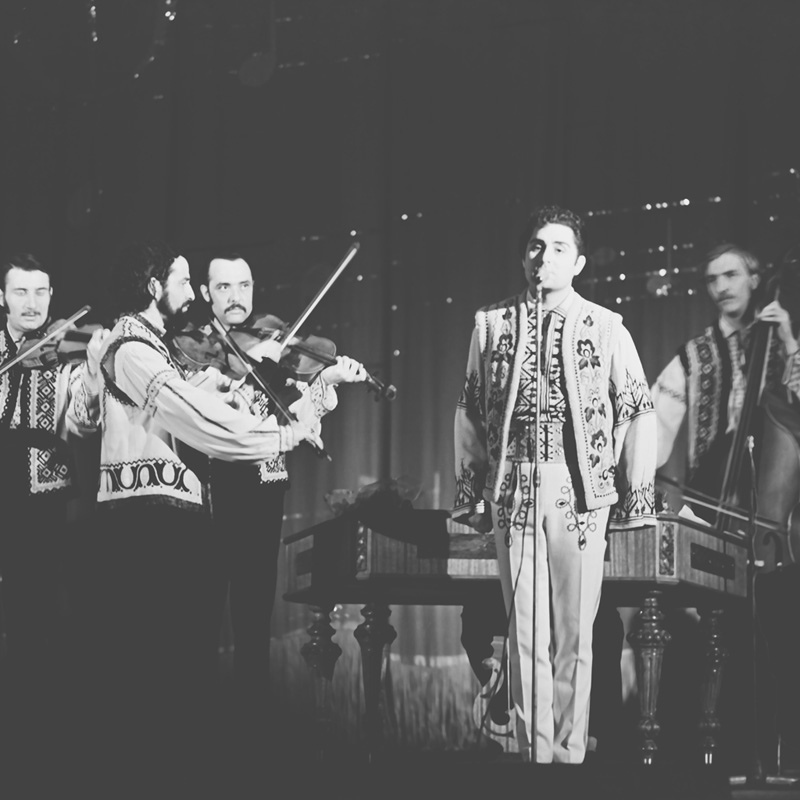
Sulac bei einem Konzert in den 1970er-Jahren in Czernowitz

Sulacs künstlerische Tätigkeit begann 1959 in der Moldauischen Sozialistischen Sowjetrepublik im Chorensemble „Doina“. 1965 wurde Nicolae Sulac Solist des Ensembles „Fluieraș“, das Volksmusiker aus Moldawien interpretierte. In den 1970er- und frühen 1980er-Jahren trat Sulac als Solist des Ensembles „Lăutarii“ auf. Sulac sang ausschließlich auf Rumänisch.
Sulac gewann Preise der Sowjetunion, wurde als Volkskünstlers der Moldauischen Sozialistischen Sowjetrepublik prämiert und war seit 1992 Ritter des Ordens der Republik. Er ist zudem der einzige Volksmusiker aus der Republik Moldau, der in die Große Sowjetische Enzyklopädie aufgenommen wurde.
Während seiner Karriere sang er in Moldawien und Rumänien bekannte Melodien wie „Was für ein schöner Kuckuck singt“ (Ce frumos mai cântă cucul), „Jugend“ (Tinerețe, tinerețe), „Magheranisches grünes Blatt“ (Foaie verde mageran), „Wenn mein Vater kommt“ (Când tata va veni), „Sulacs Blume“ (Floarea lui Sulac). Zu seinem Repertoire gehörten auch Doinas wie „Miorița“ und „Doina de Jale“ oder „Im Prut-Wald“ (În pădurea de la Prut).
2002 richtete er einen Fonds zur Unterstützung der Volksmusik ein. Sulac starb 2003 in Chișinău an einem Schlaganfall und wurde auf dem dortigen Zentralfriedhof beigesetzt. Am 9. Oktober 2004 wurde dort zu seinen Ehren eine Büste enthüllt. 2007 erschien posthum sein Album „La o margine de drum“. Sulacs Tochter Doina Sulac ist ebenfalls Sängerin.

## Diskografie
- Cântec de veselie (1973)
- Nicolae Sulac și Lăutarii (1984)
- Dorul meu e numai dor (1999–2000)
- De ziua lui (2003)
- La o margine de drum (2006)